# Xerta
Xerta település Spanyolországban, Tarragona tartományban. Xerta Alfara de Carles, Benifallet, Tivenys, Aldover és Paüls községekkel határos. Lakosainak száma 1156 fő (2024).

## Népesség
A település népessége az elmúlt években az alábbi módon változott:
| Lakosok száma | 370  | 2773 | 2115 | 1537 | 1269 | 1275 | 1304 | 1250 | 1170 | 1156 |
|               | 1717 | 1900 | 1940 | 1960 | 1986 | 2005 | 2010 | 2014 | 2019 | 2024 |